# Cithaerias pyritosa
Cithaerias pyritosa är en fjärilsart som beskrevs av Jose Francisco Zikán 1942. Cithaerias pyritosa ingår i släktet Cithaerias och familjen praktfjärilar. Inga underarter finns listade i Catalogue of Life.